# Gölsjön, Jämtland
Gölsjön är en sjö i Bergs kommun i Jämtland och ingår i Ljungans huvudavrinningsområde. Sjön har en area på 0,403 kvadratkilometer och ligger 358,7 meter över havet.

## Delavrinningsområde
Gölsjön ingår i det delavrinningsområde (697419-144785) som SMHI kallar för Inloppet i Pån. Medelhöjden är 373 meter över havet och ytan är 47,31 kvadratkilometer. Det finns inga avrinningsområden uppströms utan avrinningsområdet är högsta punkten. Bodsjöbyån som avvattnar avrinningsområdet har biflödesordning 3, vilket innebär att vattnet flödar genom totalt 3 vattendrag innan det når havet efter 243 kilometer. Avrinningsområdet består mestadels av skog (79 procent) och sankmarker (12 procent). Avrinningsområdet har 1,47 kvadratkilometer vattenytor vilket ger det en sjöprocent på 3,1 procent.